# Biała (rejon tarnopolski)
Biała (ukr. Бі́ла) – wieś na Ukrainie w rejonie tarnopolskim należącym do obwodu tarnopolskiego, położona nad rzeką Seret i nad Tarnopolskim Stawem. 
W II Rzeczypospolitej miejscowość była siedzibą gminy wiejskiej Cebrów w powiecie tarnopolskim województwa tarnopolskiego.
W październiku 1944 nacjonaliści ukraińscy z OUN-UPA zamordowali tutaj 94 Polaków, grabiąc i paląc część gospodarstw.
Znajduje się tu przystanek kolejowy Biała, położony na linii Tarnopol - Lwów.
Przez pewien czas we wsi zamieszkiwała Sołomija Kruszelnyćka.